# Massacre de Tafas
La massacre de Tafas fa referència a la matança de civils a la ciutat siriana otomana de Tafas després de la retirada de l'exèrcit otomà en un intent de desmoralitzar l'enemic.

## Antecedents
A prop del final de la Primera Guerra Mundial a la tardor de 1918, una columna en retirada d'aproximadament dos mil soldats de exèrcit otomà va entrar a Tafas. El seu comandant, Shereef Bey, va ordenar massacrar a tota la gent, incloent les dones i els nens, per desmoralitzar les forces britàniques i àrabs en la persecució de l'exèrcit turc. El comandant britànic al capdavant de les forces àrabs, TE Lawrence, va arribar a la zona poc després de la massacre i va presenciar cossos mutilats i la majoria de la ciutat en ruïnes. Com a represàlia per la massacre, les tropes de Lawrence van atacar les columnes turques que es retiraven, i per primera vegada a la guerra van ordenar als seus homes que no fessin presoners. Al voltant de 250 soldats alemanys i austríacs que viatjaven amb les tropes otomanes que havien estat capturades aquell dia van ser executats sumàriament mentre eren abatuts pels homes enfurismats de Lawrence amb metralladores.
Lawrence va escriure al seu diari, i a Seven Pillars of Wisdom : "Vam deixar Abd el Main allà i vam cavalcar més enllà dels altres cossos, que ara es veuen clarament a la llum del sol com a homes, dones i quatre nadons, cap al poble la solitud del qual ens trobem. Sabia significava que estava ple de mort i horror. Als afores hi havia les parets baixes de fang d'alguns ramals, i en un hi havia quelcom vermell i blanc. Vaig mirar més a prop i vaig veure el cos d'una dona doblegat, cara avall, allà clavat per una baioneta de serra la meitat de la qual s'enganxava horriblement a l'aire des d'entre les cames nues. Havia estat embarassada, i al seu voltant n'hi havia d'altres, potser vint en total, assassinades de diferents maneres, però disposades d'acord amb un gust obscè. Els Zaggi van esclatar en riures salvatges, en què alguns dels que no estaven malalts es van unir histèricament. Era una visió propera a la bogeria, més desolada pel sol càlid i l'aire net d'aquesta tarda de les terres altes. Vaig dir: "El millor de vosaltres serà qui em porti més turcs morts "; i vam girar i vam cavalcar tan ràpid com vam poder en direcció a l'enemic que s'esvaïa. En el nostre camí vam abatre els que havien caigut a la vora del camí que venien implorant la nostra misericordia."